# Бањак сир Селе
Бањак сир Селе (фр. Bagnac-sur-Célé) насеље је и општина у јужној Француској у региону Миди Пирене, у департману Лот која припада префектури Фижак.
По подацима из 2011. године у општини је живело 1.551 становника, а густина насељености је износила 69,58 становника/km². Општина се простире на површини од 22,29 km². Налази се на средњој надморској висини од 234 метара (максималној 478 m, а минималној 210 m).

## Демографија
| 1962. | 1968. | 1975. | 1982. | 1990. | 1999. | 2011. |
| ----- | ----- | ----- | ----- | ----- | ----- | ----- |
| 1.580 | 1.670 | 1.691 | 1.724 | 1.582 | 1.519 | 1.551 |

График промене броја становника у току последњих година